# Gozdowice
Gozdowice (deutsch Güstebiese, früher auch Alt-Güstebiese) ist ein Dorf mit 115 Einwohnern (31. Dezember 2004)  der Gemeinde Mieszkowice (Bärwalde in der Neumark) im  Powiat Gryfiński (Greifenhagener Kreis) in der polnischen Woiwodschaft Westpommern.

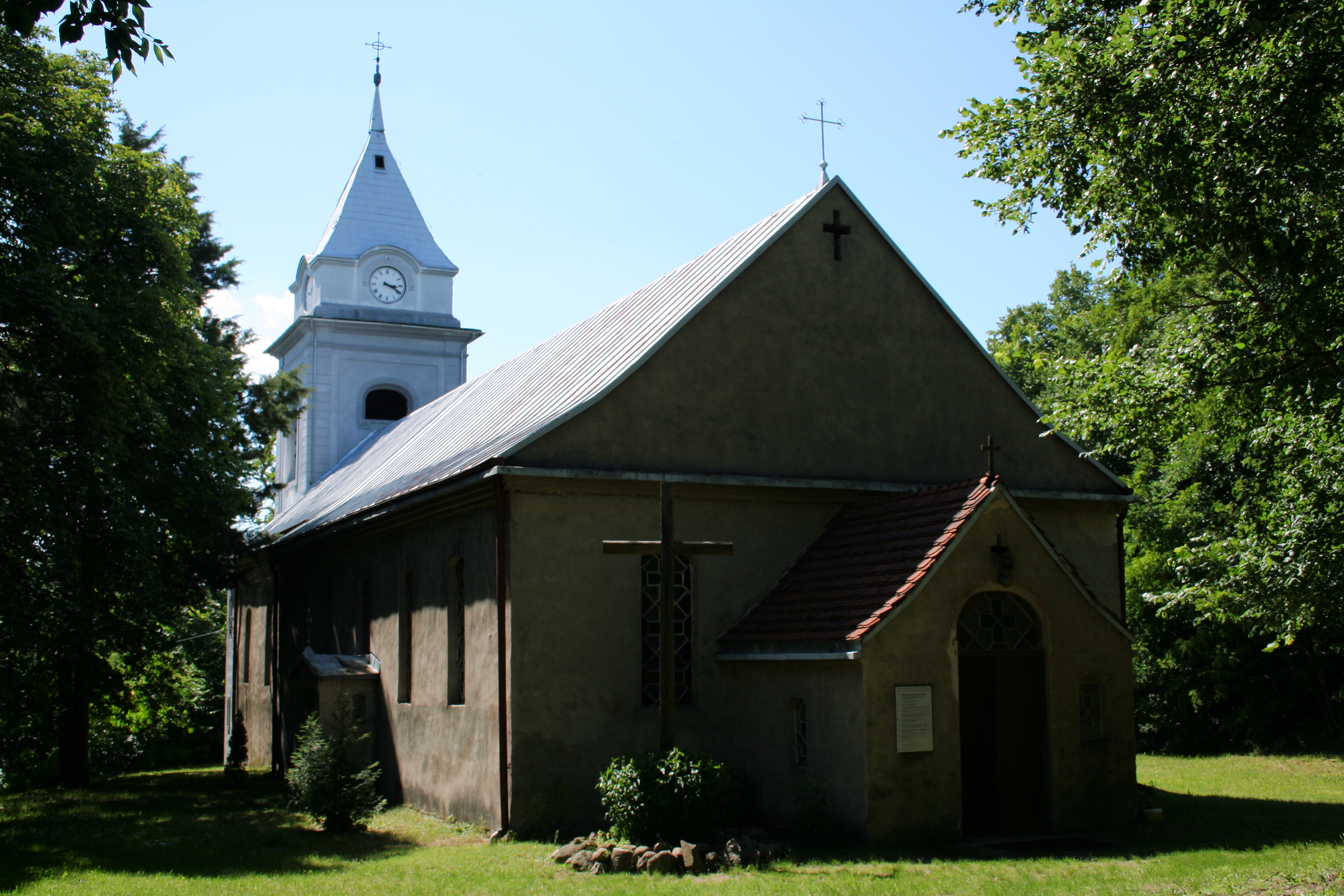
Dorfkirche, bis 1946 der evangelischen Gemeinde von Güstebiese

## Geographische Lage
Der Ort liegt in der Neumark am rechten Ufer der Oder, etwa zehn Kilometer  westlich von Mieszkowice (Bärwalde in der Neumark) und grenzt an Stary Błeszyn (Blessin) und Stare Łysogórki (Alt-Litzegöricke).

## Geschichte
Erstmals erwähnt wurde das slawische (wendisches) Fischerdorf Gustebis am Rande des Oderbruches im Jahre 1336, als der Markgraf Ludwig der Ältere die Gebrüder Henning, Tydeke, Peter und Johann, welche aus einer alten neumärkischen Ritterfamilie stammten, mit dem vierten Teil eines Fischerdorfes ohne Acker belehnte. Die Familie nannte sich von da an von Gustebis. Ihren Hauptwohnsitz hatten sie in Grüneberg (Golice). Die Ritter von Güstebiese machten damals zusammen mit ihren Vettern Mörner aus Zellin von ihrer Raubritterburg in Güstebiese die Oderschifffahrt und das Land zu beiden Seiten der Oder unsicher.
Ursprünglich betrieb der Ort nur Fischerei und war ohne Ackerbesitz. Nach dem Aussterben der Familie von Gustebis kaufte es Liborius von Schlieben 1466 vom Kurfürsten Friedrich II. und machte es zu einem Ordensdorf der Johanniterritter zu Grüneberg (Neumark).
Im Jahre 1665 lebten in Güstebiese 30 Fischer, 16 Kossäten sowie 6 Kleinhäusler.
Bei der Trockenlegung des Oderbruches im Jahre 1753 wurde zwischen Güstebiese und Hohensaaten ein neuer begradigter Flusslauf – die „Neue Oder“ – geschaffen, um die alte Flussschleife über Wriezen und Oderberg abzuwerfen. Am 2. Juli 1753 erfolgte der Durchstich des Dammes der Neuen Oder.
Das durch die Melioration neu gewonnene Land wurde besiedelt und westlich der Oder entstand 1755 auf Güstebieser Fluren die Kolonie Neu-Güstebiese, welche ein Jahr später  den Namen Karlsbiese annahm. Neu-Güstebiese liegt am alten Oder-Damm und grenzte an Neulewin, Zellin und Alt-Güstebiese.
Zu Güstebiese gehörte das Bruch-Vorwerk Carlshof, welches 1754 von Güstebiese getrennt und zur Pacht des Ordens-Amtes geschlagen wurde. 1770 wurde das Vorwerk von einem Wetterstrahl eingeäschert und vom königlichen prinzlichen Kammerrat Nikolaus Johannes, welcher es in Erbpacht bekam, 1771 wieder aufgebaut.
Während des Siebenjährigen Krieges wurde eine Schiffbrücke über die Oder errichtet, die Friedrich II. am 22. August 1758 auf dem Wege zur Schlacht bei Zorndorf überquerte. Im Jahre 1908 wurde an der Oder ein Denkmal an dieses Ereignis errichtet.
Die Einwohnerzahl erhöhte sich, 1800 lebten in Güstebiese 1000 Einwohner. Der Charakter des Dorfes hatte sich gewandelt, in Ort waren zahlreiche Handwerker, Schiffer und auch Forstleute ansässig.
1815 nahm eine zu Tag und Nacht verkehrende Fähre über die Oder nach der Güstebieser Loose den Betrieb auf, die bis 1945 ununterbrochen bestand. Im Verlaufe des 19. Jahrhunderts entstanden Windmühlen und Werften.
In der Mitte des 19. Jahrhunderts erfolgte der Chausseebau von Bärwalde nach Wriezen. In der Güstebieser Loose entstand ein Chausseehaus, in dem das Wegegeld erhoben wurde und um das eine kleine Ansiedlung entstand.
Im 20. Jahrhundert öffnete sich das Dorf an der Oder dem Tourismus und erlangte die Anerkennung als Luftkurort. An der Oder entstand ein weithin bekannter Badestrand und 1912 konstituierte sich der Fremdenverkehrsverein.
1933 wurde in einem groß inszenierten Fest mit etwa 20.000 Gästen an den Oderübergang Friedrichs II. erinnert. 1939 hatte Güstebiese 1077 Bewohner, in der Kolonie Karlsbiese lebten 180 Menschen. Bürgermeister war Franz Rückheim. Der Ort hatte ein Standesamt und eine Poststation. Die nächsten Bahnstationen waren Bärwalde und Zäckerick-Alt Rüdnitz. Das zuständige Amtsgericht war Bärwalde/Neumark. Die Gemarkung umfasste 1382 Hektar.
In den letzten Tagen des Zweiten Weltkrieges befand sich das Dorf in der Hauptkampflinie der Oderfront. Bei den Kämpfen, die am 1. Februar 1945 begannen und bis zum 14. April dauerten, erlitt das Dorf im Landkreis Königsberg schwere Schäden. Am 16. April 1945 errichteten polnische Pioniere eine Behelfsbrücke zur Forcierung der Oder als Übergang für die Truppen für die Schlacht um Berlin.

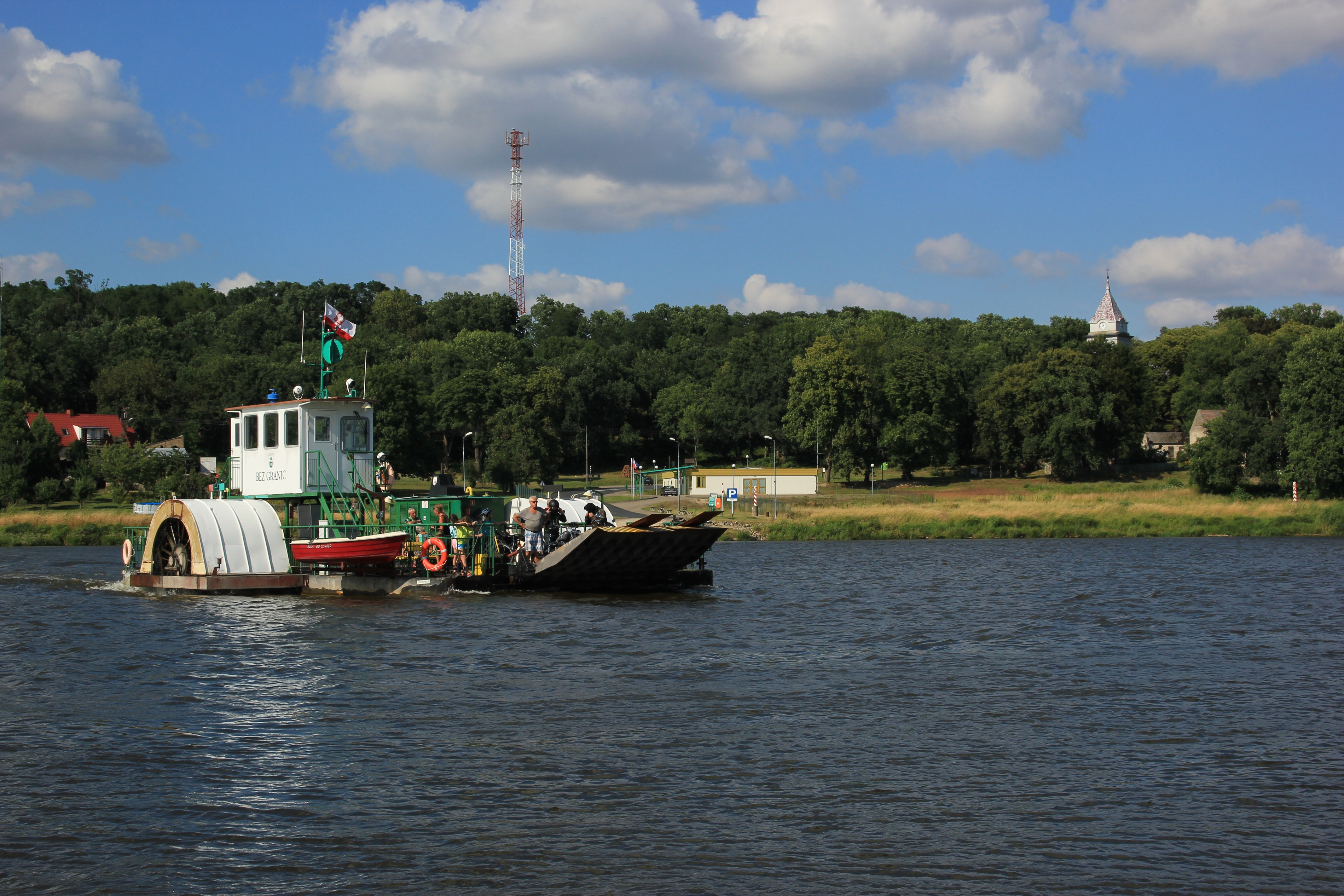
Fähre über die Oder, mit dem Dorf im Hintergrund

Die Rote Armee unterstellte das Dorf nach dem Ende der Kampfhandlungen unter die Verwaltung der Volksrepublik Polen. Güstebiese wurde in Gozdowice  umbenannt. Im Juni 1945 begann die 5. Infanteriedivision der Polnischen Volksarmee in einem 30 bis zu 100 Kilometer breiten Gebietsstreifen entlang der Oder-Neiße-Linie mit dem „Hinauswurf des germanischen Ungeziefers aus den seit Jahrhunderten polnischen Gebieten“. Zwar kehrten zahlreiche von der wilden Vertreibung betroffene Einwohner noch 1945 wieder zurück, doch war die anschließende systematische Vertreibung der Einwohner im November 1949 beendet, als nur noch fünf Deutsche im Gebiet des Kreises Chojna gezählt wurden. An ihre Stelle traten Polen, die zum Teil aus Gebieten östlich der Curzon-Linie kamen.
An der Stelle des Denkmals Friedrichs des Großen entstand eine Gedenkstätte für den Oderübergang der 1. Polnischen Armee.
Heute gehört das Dorf zur Gemeinde Mieszkowice. Die links des Flusses befindlichen Fluren mit den Kolonien Neu-Güstebiese, Karlsbiese und Güstebieser Loose verblieben bei Deutschland und sind heute als Ortsteil Güstebieser Loose Teil der Gemeinde Neulewin im Landkreis Märkisch-Oderland.
Seit dem 20. Oktober 2007 verkehrt nach 62 Jahren wieder eine Fähre über die Oder zum deutschen Ort Güstebieser Loose. Sie verkehrt von April bis Oktober, nur bei ausreichendem Wasserstand, und nicht montags. Als Fahrzeug wird ein motorisierter Raddampfer benutzt.

### Demographie
| Jahr | Einwohnerzahl | Anmerkungen                                                                |
| ---- | ------------- | -------------------------------------------------------------------------- |
| 1804 | 1000          | in 103 Haushaltungen (Feuerstellen)                                        |
| 1840 | 1751          | in 178 Wohngebäuden.                                                       |
| 1864 | 2071          | in 202 Wohngebäuden                                                        |
| 1867 | 2144          | am 3. Dezember                                                             |
| 1871 | 2056          | am 1. Dezember, darunter 2054 Evangelische, ein Katholik und ein Sonstiger |
| 1910 | 1271          | am 1. Dezember                                                             |
| 1933 | 1132          | [ 12 ]                                                                     |
| 1939 | 1081          | [ 12 ]                                                                     |

## Persönlichkeiten
- David Erdmann (1821–1905), deutscher lutherischer Theologe und Kirchenhistoriker
- August Falckenberg (1823–1887), Reichstagsabgeordneter
- Friedrich Wilhelm Höhn (1839–1892), Preußischer Polizeihauptmann, ab 1885 Ausbilder höherer Polizeioffiziere in Japan
- Max Gustav Lange (1899–1963), Pädagoge, Soziologe und Hochschullehrer
- Bertold Jonas  (1922–2011), deutscher Sportpsychologe und Hochschullehrer

## Wappen / Siegel
Das Siegel wurde bis zum Aussterben der Familie Gustebis, welche mit dem Dorf belehnt war, benutzt. Es zeigt eine mit den bewurzelten Knollen ausgerissene Binse (Wasserpflanze).

Siegel Nicolaus von Gustebis 1378